# 黄盖湖镇
黄盖湖镇，是中华人民共和国湖北省咸寧市赤壁市下辖的一个乡镇级行政单位。

### 該鎮資料
黃蓋湖，位於湖南、湖北兩省交界處，西、南岸近三分之二區域屬湖南嶽陽臨湘市管轄。北、東岸三分之一區域屬湖北咸寧赤壁市管轄，黃蓋湖瀕臨長江，屬洞庭湖水系，是洞庭湖區的一部分。

## 行政区划
黄盖湖镇下辖以下地区：
黄盖社区、黄盖咀村、大湾村、付家垸村、老河村和铁山村。